# Oxystophyllum changjiangense
Oxystophyllum changjiangense là một loài thực vật có hoa trong họ Lan. Loài này được (S.J.Cheng & C.Z.Tang) M.A.Clem. mô tả khoa học đầu tiên năm 2003.